# Monica (Rakete)
Monica ist die Bezeichnung einer kleinen französischen Höhenforschungsrakete. Sie wurde in mehreren Versionen, die zwischen 3,05 Meter und 6,27 Meter lang waren und über ein Startgewicht zwischen 62 Kilogramm und 154 Kilogramm verfügten, gebaut. Sie wurde zwischen 1955 und 1962 wiederholt vom Centre interarmées d’essais d’engins spéciaux bei Colomb-Béchar (Algerien) und der Île du Levant (Südfrankreich) gestartet. Die größte erreichte Höhe betrug 90 km.